# 新堡垒

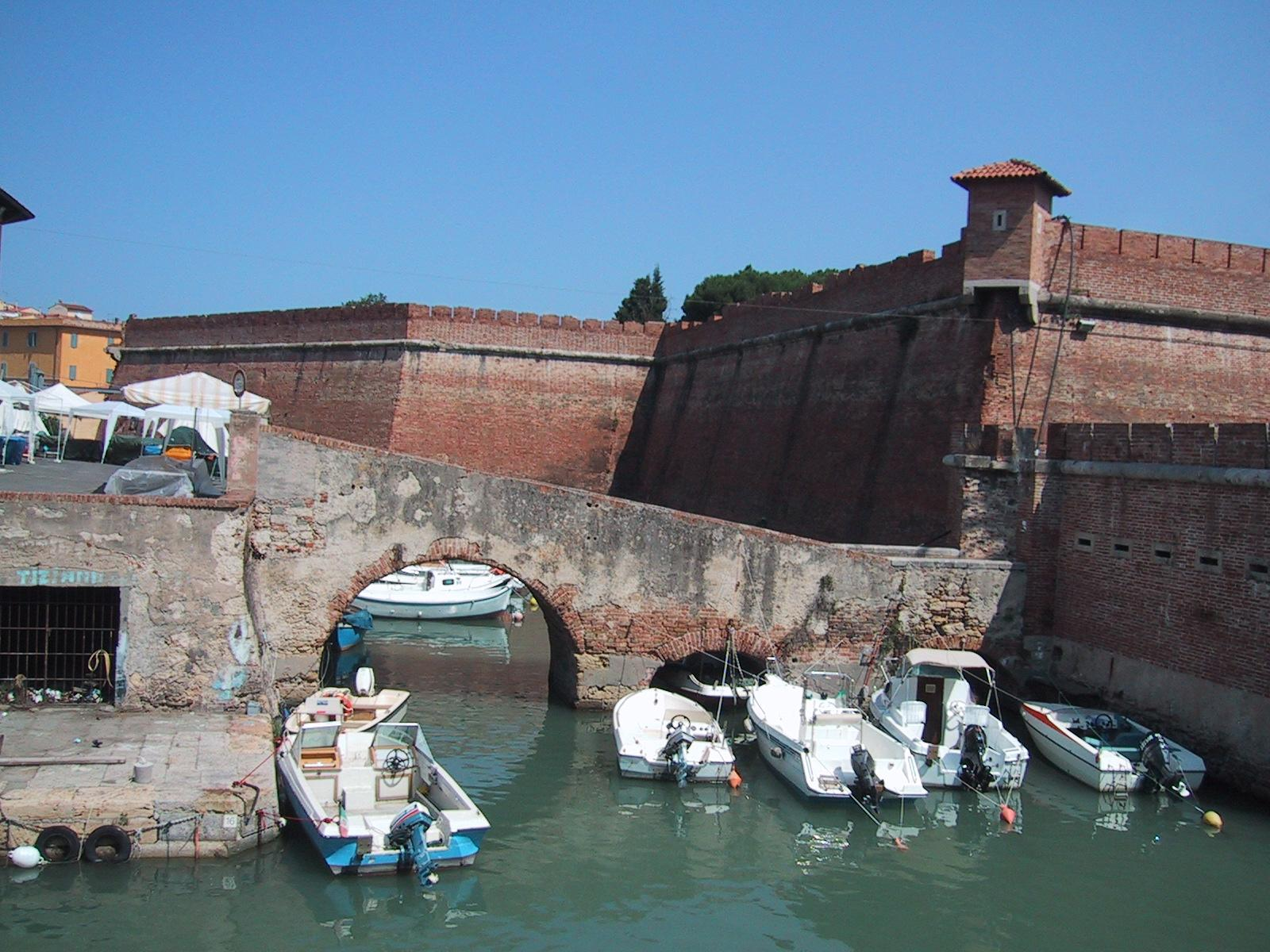
新堡垒

新堡垒（Fortezza Nuova）的历史可追溯到1500年代末，由科西莫一世下令修建圣方济各壁垒（Baluardo San Francesco）和圣白芭蕾壁垒（Baluardo Santa Barbara），是一个新的五边形城市规划的一部分，周围由运河环绕。
后来由唐·乔凡尼·德·美第奇和亚历山德罗·皮耶罗尼等修改，以便修筑新堡垒，以加强城镇的军事设备。工程开始于1590年1月10日，结束于1604年，最终规模相当大，使用石块和红砖，周围被水包围。新的修改又增建圣伯多禄要塞（Forte San Pietro）以保卫新威尼斯区。
斐迪南二世在1629年拆毁要塞的一部分，用于兴建新威尼斯区和圣马尔谷区。
新堡垒用于军事目的，在二战末期，里面的圣母无原罪小堂改为兵营和仓库 。
该要塞在第二次世界大战期间遭到严重损坏，建筑物大部分遭到破坏，修复工作于1972年完成，目前部分作为公园和活动与展示中心。